# Soyuz 18
Soyuz 18 fue una misión de una nave Soyuz 7K-T lanzada el 24 de mayo de 1975 desde el cosmódromo de Baikonur con dos cosmonautas a bordo hacia la estación espacial Salyut 4. Fue la siguiente misión a la malograda Soyuz 18a.
Se acopló exitosamente a la estación, iniciándose más de dos meses de actividades científicas y técnicas durante los cuales tuvo lugar la misión conjunta Apolo-Soyuz entre las misiones Soyuz 19 y Apolo 18.
La Soyuz 18 regresó sin problemas el 26 de julio de 1975, aterrizando a 56 km al este de Arkalyk y siendo recuperada a las 14:18 GMT.

## Tripulación
- Pyotr Klimuk (Comandante)
- Vitali Sevastyanov (Ingeniero de vuelo)

## Tripulación de respaldo
- Vladimir Kovalyonok (Comandante)
- Yuri Ponomaryov (Ingeniero de vuelo)